# Jean-Pierre Lévy (juriste)
Pour les articles homonymes, voir Jean-Pierre Lévy et Lévy.
Jean-Pierre Lévy est un juriste spécialiste du droit de la mer, auteur et diplomate qui a occupé les fonctions de directeur de la Division des Affaires maritimes et du Droit de la mer à l’Organisation des Nations unies pendant près de dix ans.

## Biographie
Né à Mulhouse en 1935, il a fréquenté l’Université de Strasbourg d’où il est sorti diplômé de l’Institut d’études politiques et docteur en droit en 1960[réf. nécessaire].
Après avoir travaillé comme conseiller juridique il a rejoint l’Organisation des Nations unies en 1966. Dès lors il s’est spécialisé dans les questions relatives au droit de la mer et aux affaires maritimes et a participé en diverses qualités à toutes les négociations qui ont conduit à l’établissement d’un nouveau droit de la mer, qu’il s’agisse du Comité des utilisations pacifiques du fonds des mers et des océans au-delà des limites de la juridiction nationale (1968-1973), de la 3e Conférence des Nations unies sur le droit de la mer (1973-1982), de la Commission préparatoire de l’Autorité internationale des fonds marins et du Tribunal international du droit de la mer (1983-1994), ou bien encore de l’Accord du 28 juillet 1994. En tant que spécialiste du droit de la mer et des affaires maritimes, il a participé à de multiples réunions dans différents pays et a été amené à conseiller de nombreux gouvernements dans le cadre de différents projets d’aménagement poursuivis par ces derniers.
En 1996, Jean-Pierre Lévy a assisté le président du Portugal Mário Soares  a diriger les travaux de la Commission mondiale indépendante sur les océans (Commission Mário Soares) en tant que secrétaire exécutif de cette Commission. Les travaux de la Commission ont culminé lors de la présentation de son rapport final, L’Océan, notre avenir à l’Exposition mondiale sur les océans qui s’est tenue à Lisbonne en 1998.
Il a servi comme expert à la Direction des Affaires juridiques du ministère des Affaires étrangères à Paris et a été élu membre de la Commission des Finances de l’Autorité internationale des fonds marins à Kingston, en Jamaïque.
Au cours de sa carrière, il a publié une cinquantaine d’ouvrages et d’articles consacrés aux affaires maritimes et au droit de la mer, dont entre autres La Conférence des Nations unies sur le droit de la mer (Pedone, 1983), UN Conference on Straddling Fish Stocks and Highly Migratory Fish Stocks comme éditeur avec Gunnar Schramm (Martinus Nijhoff, 1996), Le Destin de l’Autorité internationale des fonds marins (Pedone, 2002).